# Renniculture
La renniculture ou l'élevage du renne est une pratique attestée depuis au moins le Ier siècle av. J.-C. Il est toujours pratiqué aujourd'hui en Finlande, en Norvège, en Suède, en Russie, en Mongolie, et au Canada. Certains groupes humains comme les Samis, les Iakoutes, les Tchouktches, les Nénètses, les Tsaatanes et de nombreux peuples sibériens ont organisé leurs sociétés pastorales et leurs cultures autour de cet élevage. Les rennes sont élevés pour leur viande et dans une moindre mesure pour leur lait. Ils peuvent être montés et attelés. 
En Norvège, seuls les Samis ont le droit d'élever des rennes. C'est aussi le cas en Suède, mais pas en Finlande, où l'élevage de rennes est ouvert à tous.

## Histoire

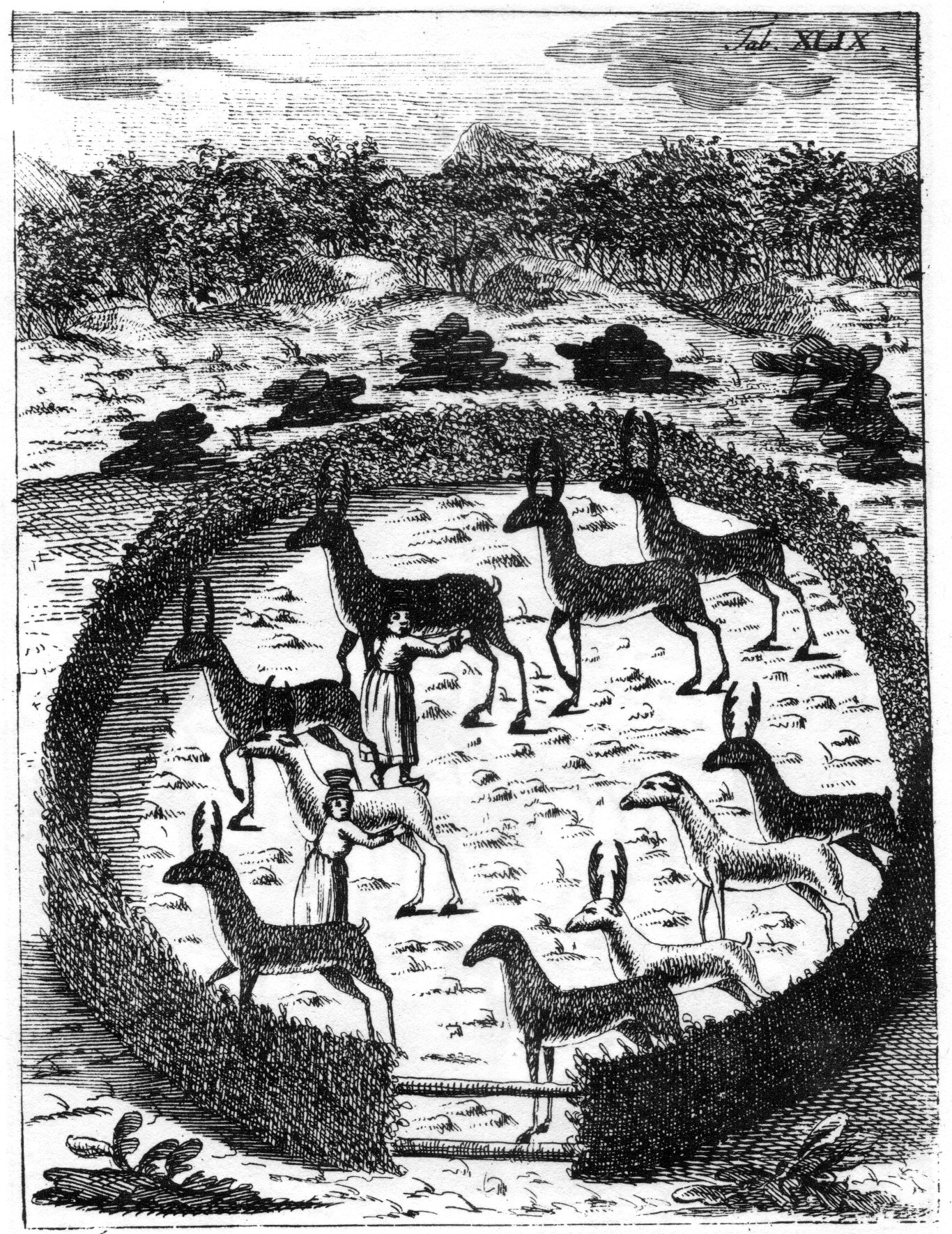
Traite des rennes chez les Samis en 1767.

La toundra étant impossible à cultiver, des sociétés d'éleveurs se sont constituées autour du renne,. La domestication est difficile à dater, mais est antérieure à l'ère viking. Elle pourrait remonter au Ier siècle av. J.-C..

## Économie, développement et difficultés

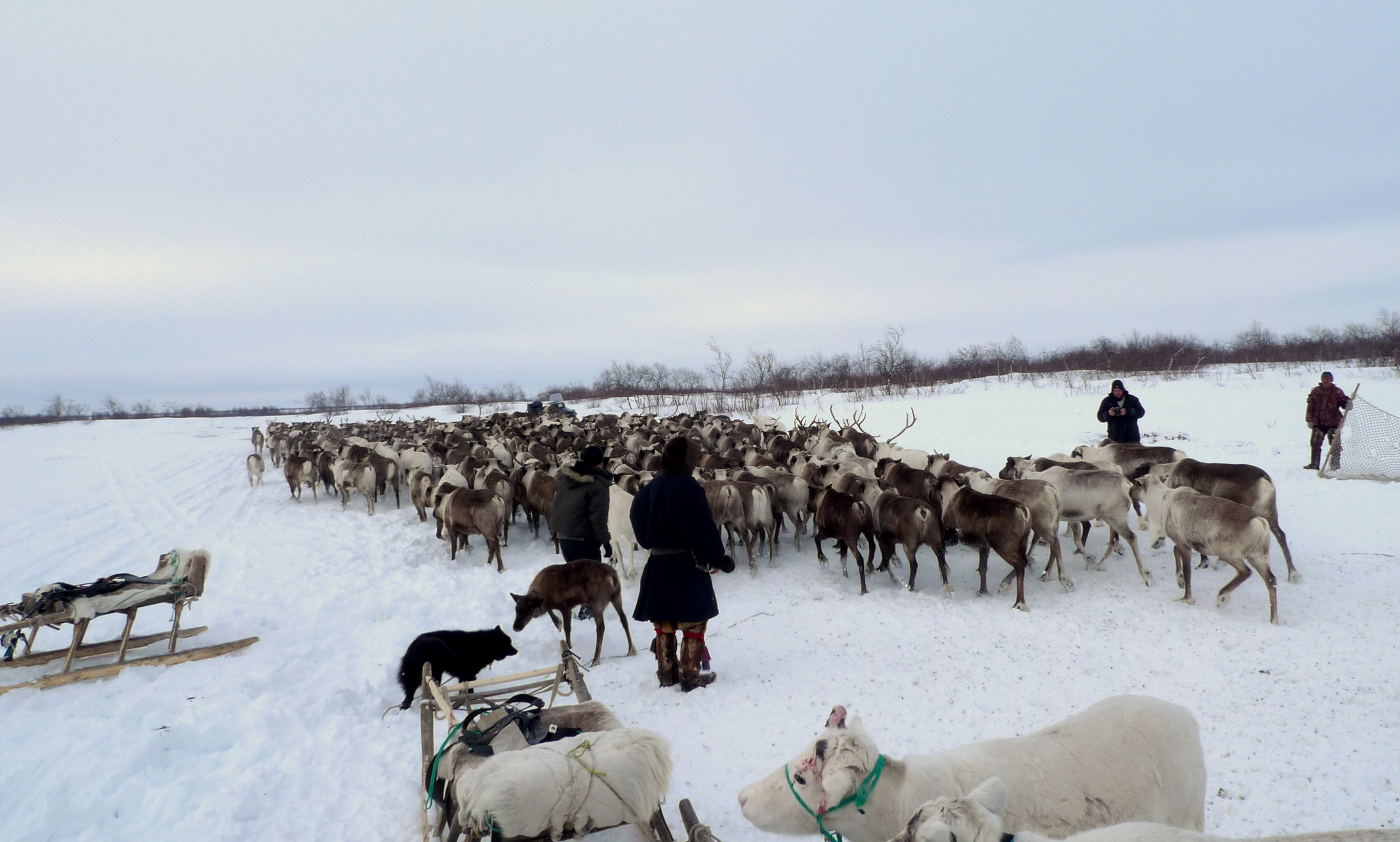
Éleveurs nénètses près de Narian-Mar en 2010.

En 2002, en Russie, avec 600 000 têtes les Nénètses élèvent le plus important cheptel de rennes du monde. Ils transhument sur de vastes territoires en Arkhangelsk, Tioumen et  Krasnoïarsk. Malgré cette réussite économique, ils se heurtent à des conflits croissants avec les propriétaires terriens, particuliers ou industriels, et parfois avec l’État russe lors de la construction d'infrastructures. De même en Suède, où certains des 3 000 éleveurs samis sont régulièrement en procès avec des propriétaires terriens qui veulent leur interdire le droit de passage et de pâture depuis les premiers dépôts de plainte en 1998.
L'élevage des rennes est caractérisé par une grande mobilité des troupeaux, qui se déplacent en fonction des pâturages. Les rennes sont habitués à la taïga, la toundra et la toundra forestière. 
L'élevage des rennes peut se faire en forêt, dans la toundra ou dans les zones intermédiaires. Dans ce dernier cas, le troupeau vit dans la toundra en été, et transhume en forêt en hiver. Les gardiens de troupeaux, obligés de le suivre, doivent avoir des habitats mobiles (tchoum, tente, yaranga (en)). Leur tâche principale consiste à protéger le bétail des nombreux prédateurs durant la transhumance. 
Les troupeaux de rennes se déplacent en suivant un itinéraire ancien et précis, généralement inchangé au cours du temps. 
En forêt, les rennes peuvent être laissés paître librement durant l'été et l'automne. En automne, on les rassemble dans des enclos pour les compter, marquer les petits, administrer des soins vétérinaires, et éliminer certains spécimens. Un renne peut être abattu au milieu du troupeau, étant donné que ses congénères ne s'en effraieront pas. 
De nos jours, pour garder les rennes, on utilise fréquemment des motoneiges, mais les Nénètses et les Evenks se servent traditionnellement des rennes comme bête de trait.

## Galerie

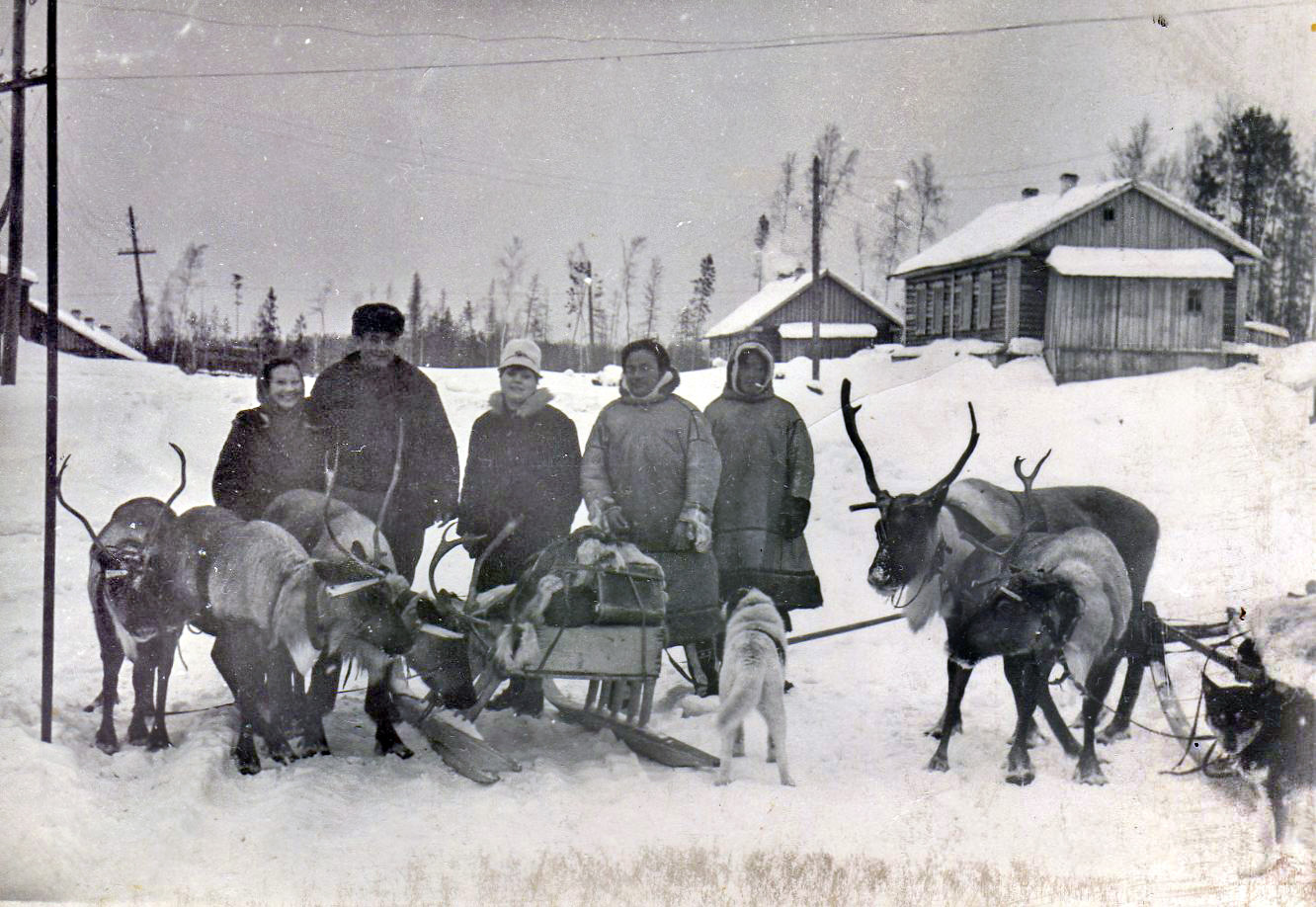
Utilisation des rennes par les Mansis en tant que bête de trait.
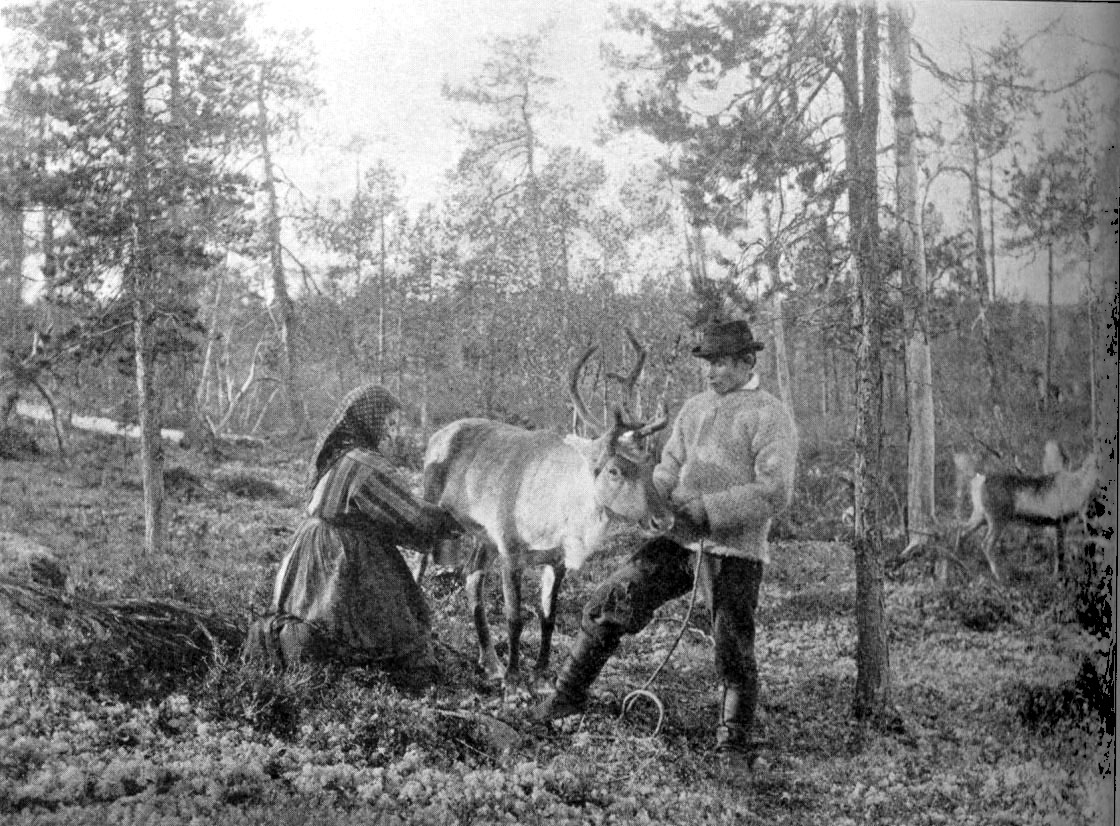
Traite du renne par des Kvènes en Norvège.
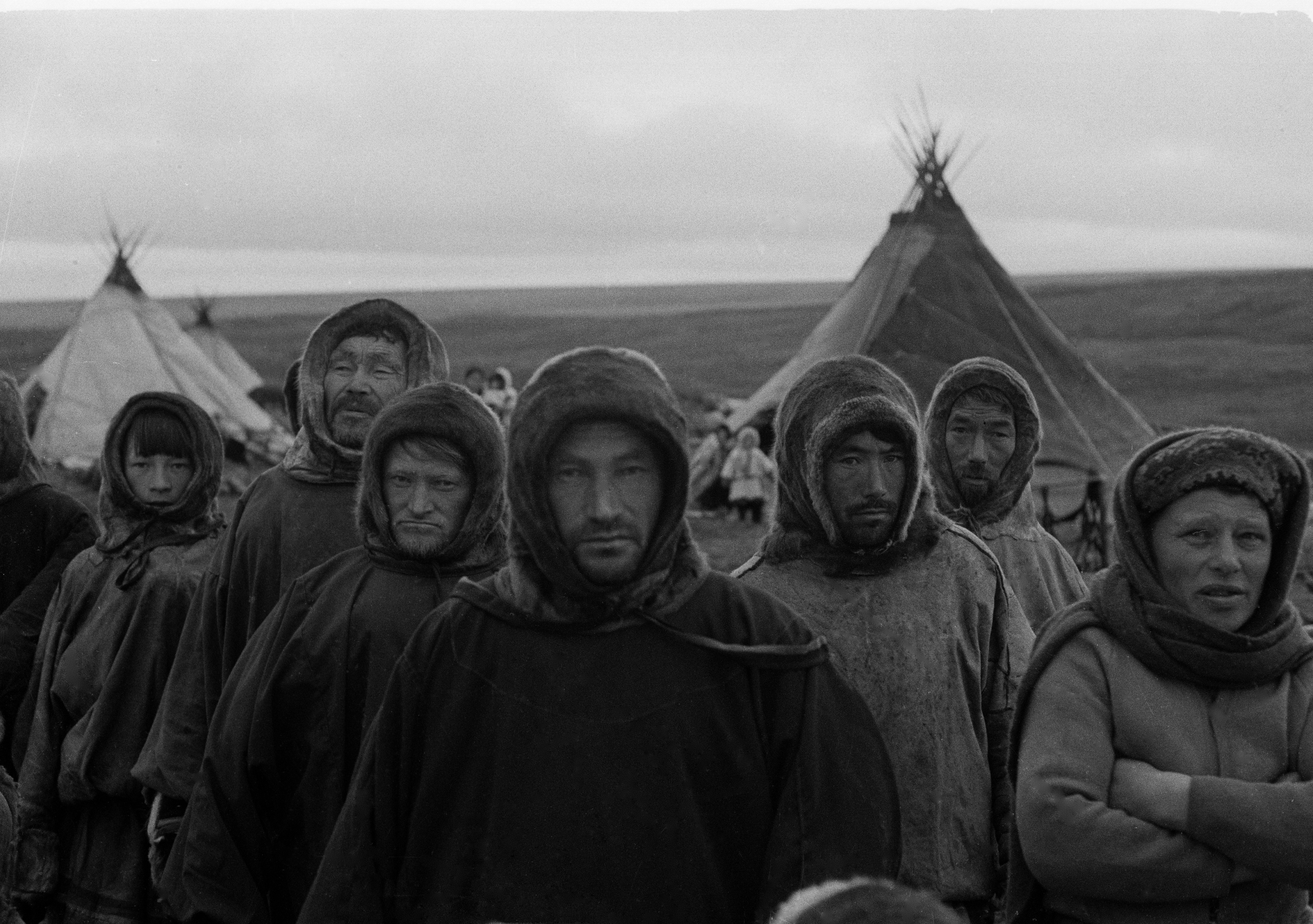
Éleveurs de la péninsule de Yamal, 1975.
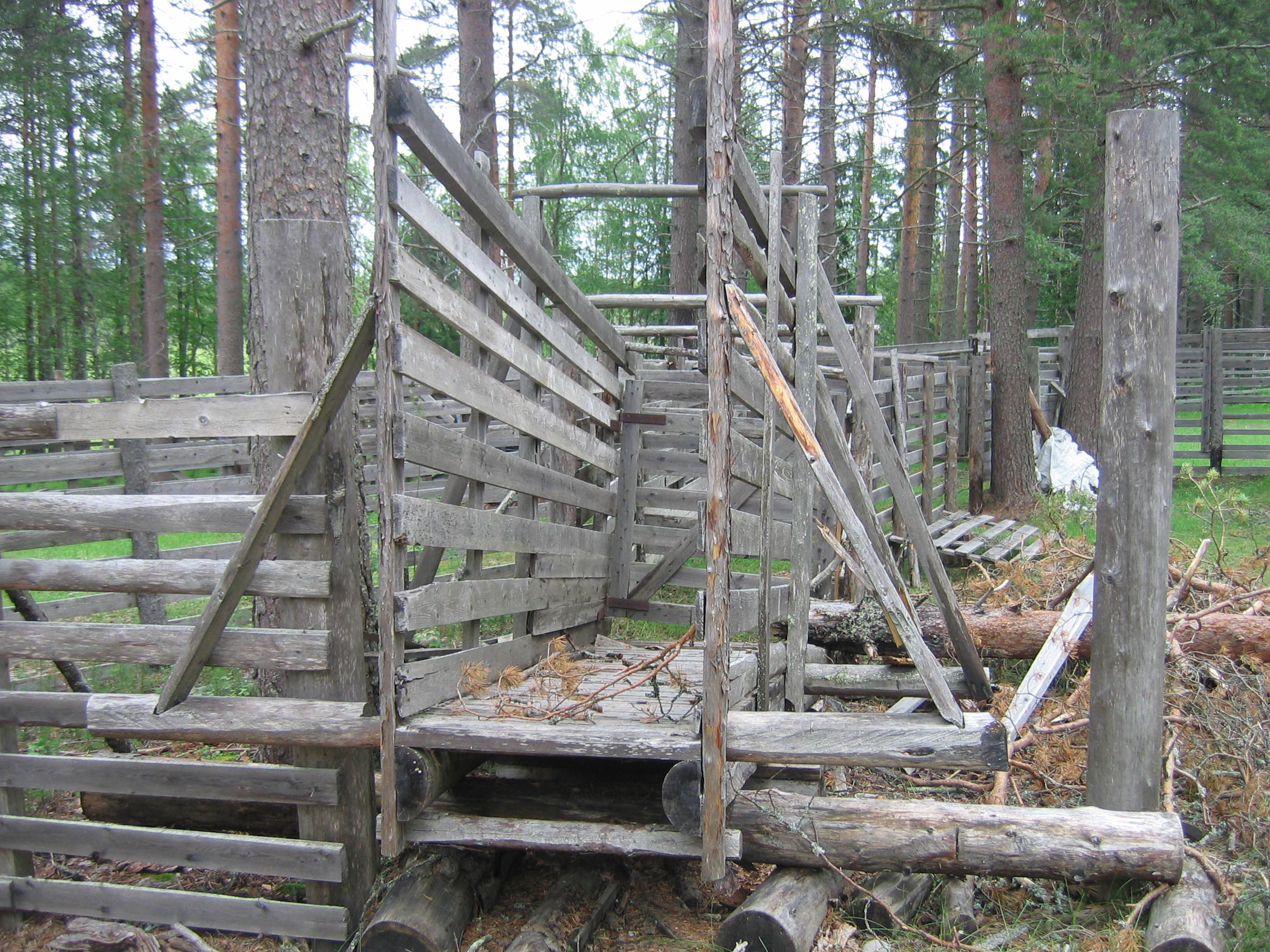
Clôtures de bois, pour rassembler les rennes (2007)

## Filmographie
- Les derniers hommes-rennes de la taïga, film documentaire de Gwénaëlle Duriaud, ICTV, Paris, Chigua Production, Solférino Images, Paris, ICTV (distrib.), 2005, 52 min (DVD)
- Scènes de vie chez les Évènes de Kamtchatka : région de Bystrinski, film documentaire de Joëlle Robert-Lamblin, CNRS Images, Meudon, 2007 (2004), 29 min
- Les nomades du Cercle Polaire, film documentaire d'Andreas Voigt, Seppia, Strasbourg, 2007, 52 min (DVD)
- À dos de renne : Russie, Mongolie, film documentaire de Patrick Bernard, Éd. musicales Lugdivine, Lyon, 2009, 26 min (DVD)
- Charlotte de Turckheim au pays des Nénètses, réalisé par Christian Gaume, Buena Vista home Entertainment, Chessy Marne-la-Vallée ; Walt Disney studios home Entertainment (distrib.), 2010, 1 h 41 min (DVD), enregistrement de l'émission Rendez-vous en terre inconnue
- Jon face aux vents, film documentaire de Corto Fajal, Arwestud films, Paris, 2012, 1 h 18 min (DVD + livret)

## Dans les arts et la culture

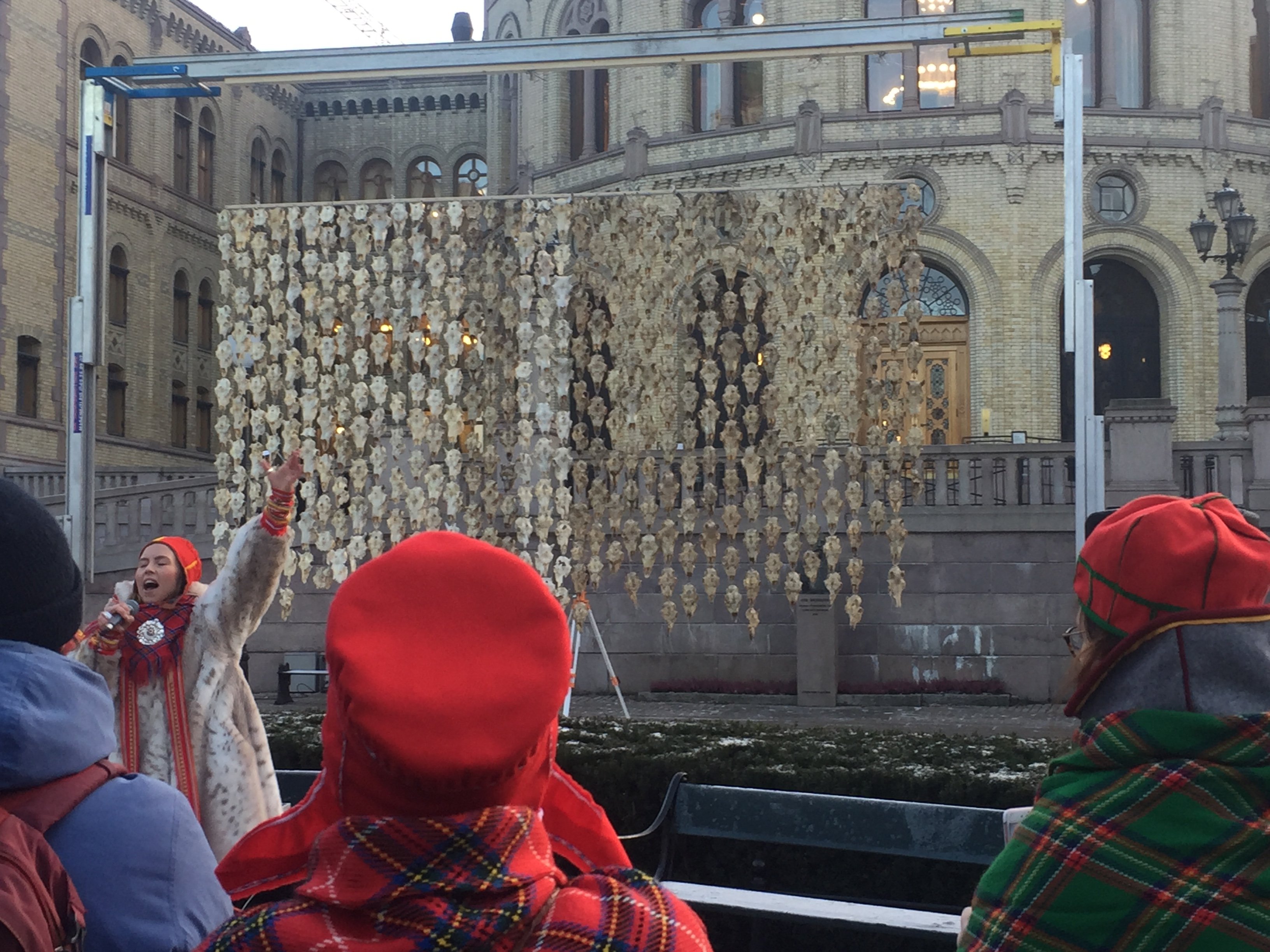
La chanteuse Sofia Jannok à Oslo, devant Pile o'Sápmi, une œuvre d'art composée de crânes de rennes, en décembre 2017. en arrière-plan, le Storting.